# Ферлієвич Віктор Васильович
Ві́ктор Васи́льович Ферліє́вич (26 серпня 1994 — 26 травня 2018) — старший солдат Збройних сил України, учасник російсько-української війни.

## Життєпис
Народився 1994 року в селі Конятин (Путильський район, Чернівецька область); 2013-го закінчив Кіцманський технікум Подільського державного аграрно-технічного університету — за фахом ветеринарного лікаря. 4 грудня 2013 року вступив на військову службу за контрактом.
На фронті з початку війни; старший солдат, старший механік-водій 1-го механізованого взводу 1-ї механізованої роти 1-го механізованого батальйону 24-ї бригади. На початку 2018 року одружився, дружина — офіцер-психолог у 24-й бригаді.
26 травня 2018-го загинув під вечір на Горлівському напрямку — бронегрупа на БМП-2, яка патрулювала район між опорними пунктами, потрапила в засідку; в боєзіткненні також був важко поранений солдат Ярослав Дашкевич — помер наступного дня в Харківському військовому госпіталі. Після короткого вогневого зіткнення за підтримки вогнем із сусідніх опорних пунктів ДРГ  противника було знищено; двоє бійців дістали поранення.
29 травня 2018 року відбулося прощання у Чернівцях на Центральній площі біля пам'ятника Тарасу Шевченку; люди на колінах проводжали Віктора в останню путь. 30 травня 2018-го похований в селі Конятин; у Путильському районі оголошено п'ятиденний траур.
Без Віктора лишилися батьки, брат і дружина.

## Нагороди та вшанування
- указом Президента України № 239/2018 від 23 серпня 2018 року «за особисту мужність і самовіддані дії, виявлені у захисті державного суверенітету та територіальної цілісності України, зразкового виконання військового обов'язку» — нагороджений орденом «За мужність» III ступеня (посмертно)[1]